# 10. ročník udílení Nickelodeon Kids' Choice Awards
10. ročník Nickelodeon Kids' Choice Awards se konal 19. dubna 1997 v Grand Olympic Auditorium v Los Angeles, Kalifornie. Herečka Rosie O'Donnell ceremoniál moderovala.

## Vítězové a nominovaní

### Film

#### Nejoblíbenější film
- Den nezávislosti
- Rivalové
- Zamilovaný profesor
- Twister

#### Nejoblíbenější filmový herec
- Jim Carrey (Cable Guy)
- Will Smith (Den nezávislosti)
- Robin Williams (Jack)
- Tom Cruise (Mission: Impossible)

#### Nejoblíbenější filmová herečka
- Rosie O'Donnell (Špionka Harriet)
- Whoopi Goldberg (Eddie)
- Michelle Pfeifferová (Báječný den)
- Whitney Houston (Kazatelova žena)

### Televize

#### Nejoblíbenější televizní seriál
- Kutil Tim
- All That
- America's Funniest Home Videos
- Husí kůže

#### Nejoblíbenější animovaný seriál
- Lumpíci
- Ace Ventura: Pet Detective
- Animáci
- Simpsonovi

#### Nejoblíbenější televizní herec
- Tim Allen (Kutil Tim)
- Jonathan Taylor Thomas (Kutil Tim)
- LL Cool J (In the House)
- Michael J. Fox (Všichni starostovi muži)

#### Nejoblíbenější televizní herečka
- Tia Mowry a Tamera Mowry (Sister, sister)
- Jennifer Aniston Jennifer AnistonPřátelé)
- Courteney Cox (Přátelé)
- Roseanne (Roseanne)

### Hudba

#### Nejoblíbenější
- Fugees[1]

#### Nejoblíbenější písnička
- „Killing Me Softly“ od Fugees

### Další

#### Nejoblíbenější videohra
- NBA Jam T.E.
- Diddy's Kong-Quest
- Super Mario 64
- Toy Story

#### Nejoblíbenější animovaná hvězda
- Pongo (101 Dalmatínů)
- Filip (Delfín Filip)
- Chance (Neuvěřitelná cesta 2)
- Sassy (Neuvěřitelná cesta 2)

## Síň slávy
- Will Smith